# St. Severin (Calle)

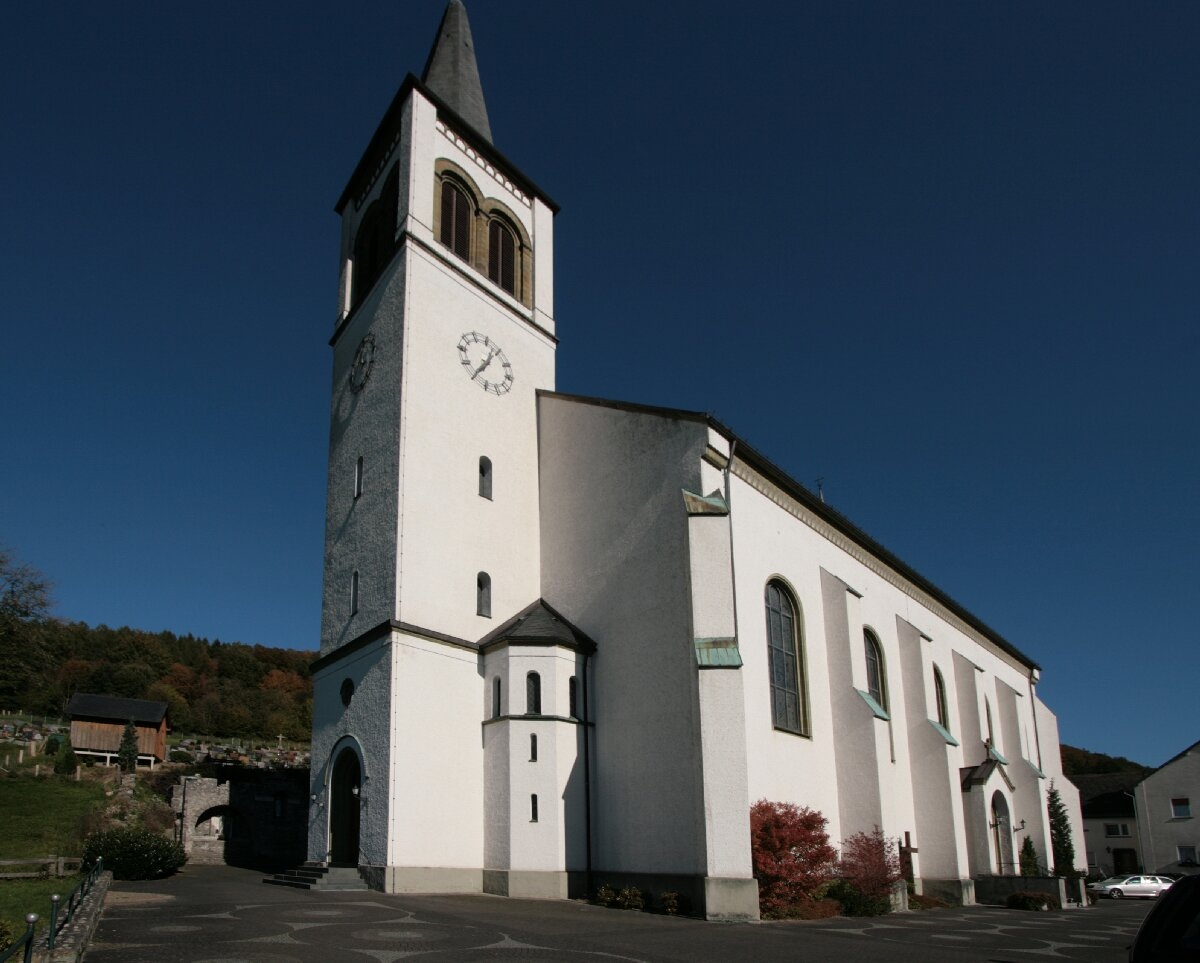
St. Severin

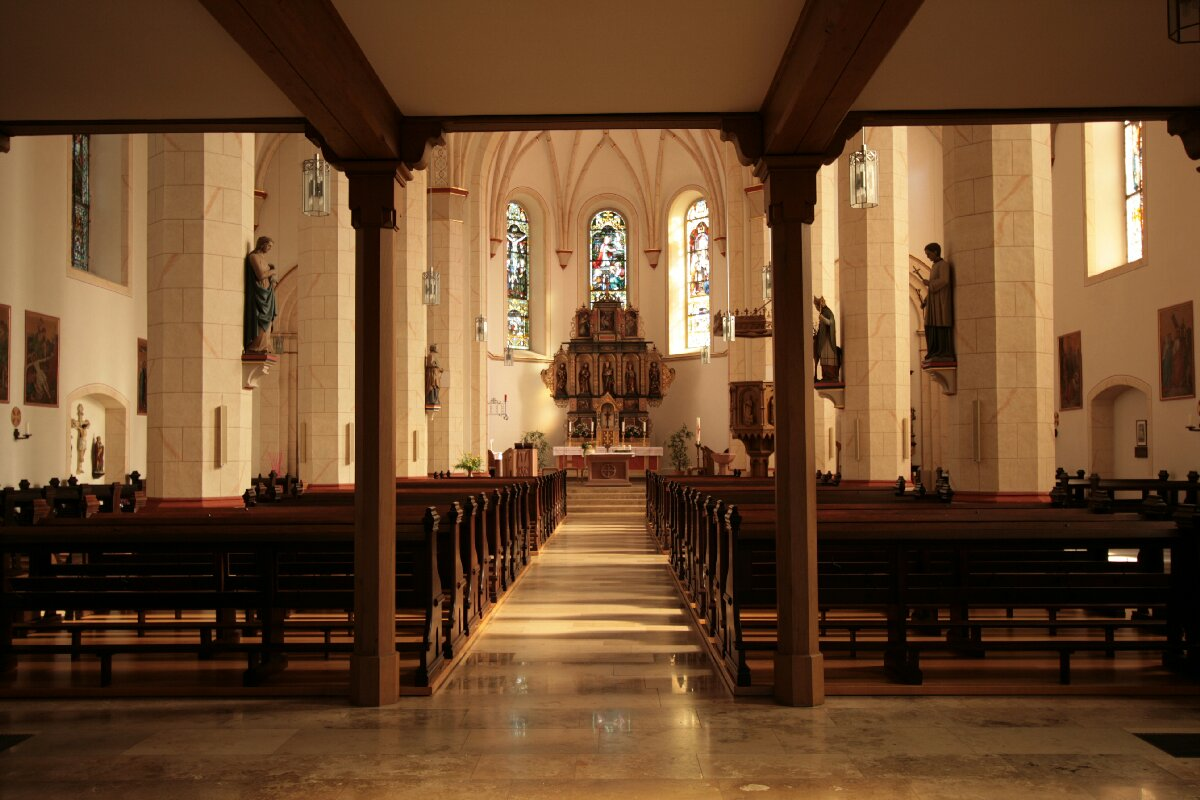
Blick auf den Chor

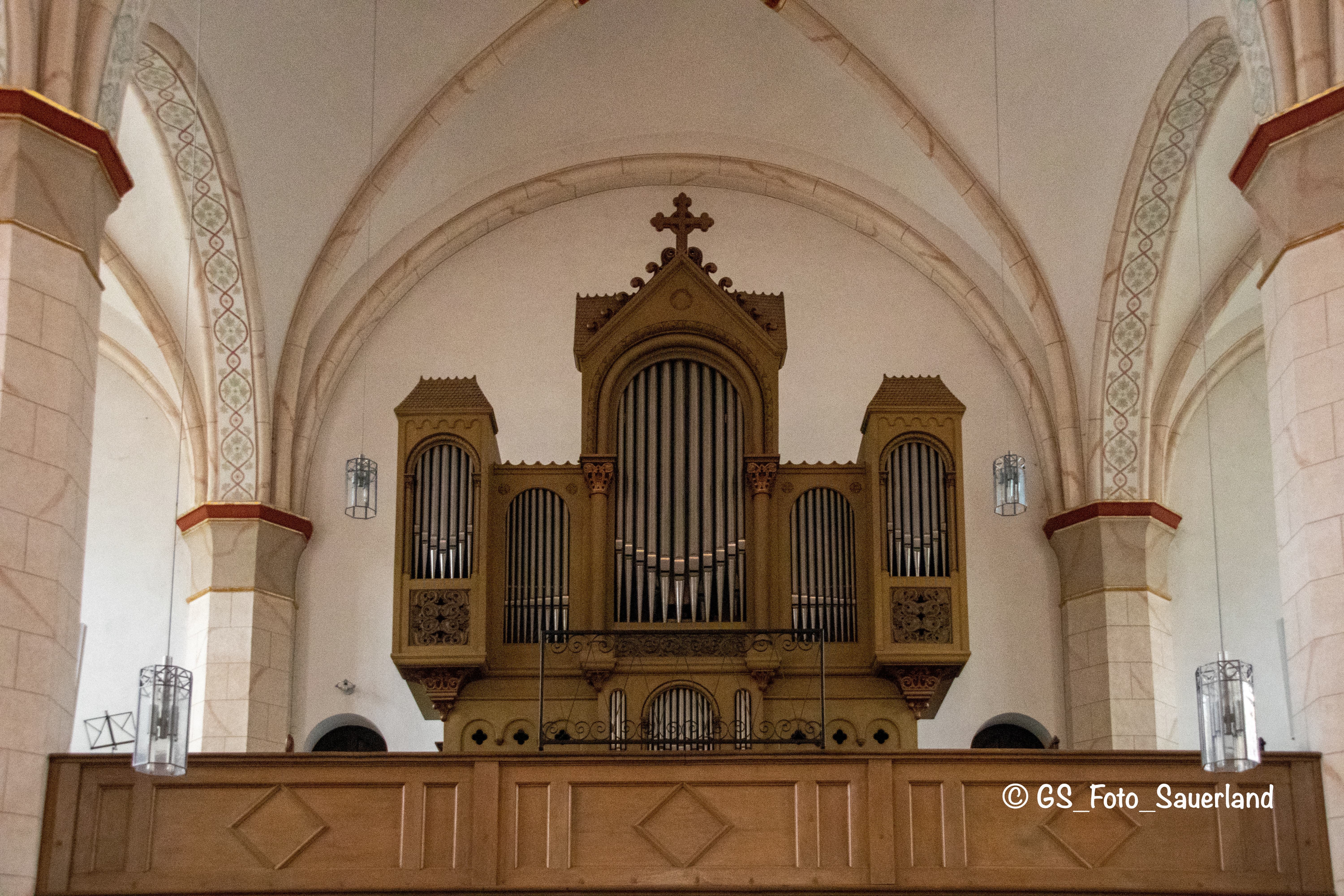
Randebrock-Orgel von 1861

Die katholische Pfarrkirche St. Severin ist ein denkmalgeschütztes Kirchengebäude in Calle, einem Ortsteil von Meschede, im Hochsauerlandkreis, in Nordrhein-Westfalen.

## Geschichte und Architektur
Eine erste Kirche wurde 1042 dem Stift Meschede geschenkt. Sie wurde 1823 wegen Baufälligkeit gesperrt und später abgerissen.
Der heutige Bau wurde von 1853 bis 1859 nach Plänen von Friedrich Heinrich Kronenberg als dreischiffige Hallenkirche mit einem Westturm erbaut.

## Ausstattung
- Hochaltar von 1636, in den Nischen stehen fünf spätgotische Heiligenfiguren von Petrus von Kolshusen, Antonius Abt, Johannes Baptist, Madonna, heiliger Bischof und Jakobus der Ältere vom zweiten Viertel des 16. Jahrhunderts.
- Gemälde aus dem 17. Jahrhundert
- Spätromanische thronende Madonna[1]
- Die vier Gussstahlglocken wurden 1872 gegossen und erklingen in f', g', a' und b'.[2]
- Randebrock-Orgel von 1861

## Belege
1. ↑  Georg Dehio: Handbuch der Deutschen Kunstdenkmäler, Nordrhein-Westfalen. Band 2, Westfalen, Deutscher Kunstverlag, München 1969, Seite 100
2. ↑  Auskunft des Glockensachverständigen Gerhard Best, 8. Januar 2021.

Koordinaten: 51° 20′ 9″ N, 8° 12′ 56″ O